# Klepp
Klepp is een gemeente in de Noorse provincie Rogaland in het zuiden van Noorwegen. Klepp ligt 25 km ten zuiden van Stavanger. Omliggende gemeenten zijn Hå in het zuiden, Time in het zuiden en oosten en Sola en Sandnes im Norden. Klepp ligt in Jæren. De gemeente telde 19.042 inwoners in januari 2017.
De spoorlijn Jærbanen komt door Klepp bij het meer Frøylandsvatnet. Het station ligt 3 km ten oosten van Klepp.
|  |

## Plaatsen in de gemeente
- Kleppe/Verdalen
- Pollestad

Bjerkreim · Bokn · Eigersund · Gjesdal · Hå · Haugesund · Hjelmeland · Karmøy · Klepp · Kvitsøy · Lund · Randaberg · Sandnes · Sauda · Sokndal · Sola · Stavanger · Strand · Suldal · Time · Tysvær · Utsira · Vindafjord

Fylker van Noorwegen